# Du gör mig galen! (roman)
Du gör mig galen! (originaltitel: The Silver Linings Playbook) är en roman från 2008 av Matthew Quick. Den är hans debutroman och 2012 filmatiserades den under samma namn av regissören David O. Russell.
Matthew Quick har fått flera prestigefyllda utmärkelser, däribland ett hedersomnämnande från internationella PEN. Hans böcker har översatts till över 20 språk och legat på topplistor världen över. Du gör mig galen! är den första boken av Matthew Quick som översätts till svenska.

## Handling
Boken handlar om manodepressiva Pat. Han har en teori; hans liv är en film producerad av Gud. Hans gudagivna uppdrag är att bli fysiskt vältränad och känslomässigt bildad, då först kommer Gud att se till att hans film får ett lyckligt slut. Vilket, enligt Pat, innebär att han återförenas med exfrun Nikki. Det kanske inte kommer som en överraskning att Pat har tillbringat flera år på mentalsjukhus. Problemet är att när Pat nu kommit hem blir ingenting som han tänkt sig. Ingen törs nämna Nikkis namn i hans närhet, det går utför med hans favoritlag Philadelphia Eagles och när han träffar en mycket udda änka vid namn Tiffany rekommenderar hans psykolog lite otrohet som en del i hans behandling. Dessutom blir han förföljd av “smooth jazz”-saxofonisten Kenny G.

## Filmatisering
Filmen har fått flera priser och nomineringar, den nominerades till åtta Oscars, bland annat i kategorin Bästa film, vid Oscarsgalan 2013 och Jennifer Lawrence belönades med en Oscar i kategorin Bästa kvinnliga huvudroll.